# Montelupone
Montelupone – miejscowość i gmina we Włoszech, w regionie Marche, w prowincji Macerata.
Według danych na rok 2004 gminę zamieszkiwały 3223 osoby, 100,7 os./km².